# Inspector Gadget (film)
Inspector Gadget er en amerikansk live-action film fra 1999 baseret på tegnefilms tv-serien af samme navn. Matthew Broderick spillede hovedrollen, sammen med Rupert Everett som Dr. Klo, og Michelle Trachtenberg som Penny. Filmen blev produceret af Caravan Pictures og Walt Disney Pictures, og distribueret af Buena Vista Distribution. Den blev filmet i Pittsburgh i Pennsylvania, Baton Rouge i Louisiana, og Los Angeles i Californien.
Dette var en af de sidste film, der blev produceret af Caravan Pictures, før det blev absorberet til Spyglass Entertainment. 

## Medvirkende
| Skuespiller           | Rolle                          |
| --------------------- | ------------------------------ |
| Matthew Broderick     | Inspector Gadget/RoboGadget    |
| Rupert Everett        | Sanford Scolex/Dr. Klo         |
| Michelle Trachtenberg | Penny Penny                    |
| Dabney Coleman        | Politimester Quimby            |
| Cheri Oteri           | Mayor Wilson                   |
| D. L. Hughley         | Gadgetmobilen (stemme)         |
| Joely Fisher          | Dr. Brenda Bradford/RoboBrenda |
| Andy Dick             | Kramer                         |
| Michael G. Hagerty    | Sikes                          |
| Rene Auberjonois      | Dr. Artemus Bradford           |
| Don Adams             | Brain (stemme)                 |

## Eksterne Henvisninger
- Inspector Gadget på Internet Movie Database (engelsk)
- Inspector Gadget på Filmdatabasen
- Inspector Gadget på Scope
- Inspector Gadget i Svensk Filmdatabas (svensk)
- Inspector Gadget på AlloCiné (fransk)
- Inspector Gadget på MovieMeter (nederlandsk)
- Inspector Gadget på AllMovie (engelsk)
- Inspector Gadget hos American Film Institute (engelsk)
- Inspector Gadget på Turner Classic Movies (engelsk)
- Inspector Gadget på The Movie Database (engelsk)

1. ↑  Navnet er anført på engelsk og stammer fra Wikidata hvor navnet endnu ikke findes på dansk.